# Circaetus
Circaetus este un gen de vulturi de talie medie din familia păsărilor de pradă Accipitridae. Acestea sunt în principal specii africane rezidente, dar șerparul european este migrator și se reproduce din bazinul mediteraneean în Rusia, Orientul Mijlociu și India, iar iarna în Africa subsahariană și la est de Indonezia. Se hrănesc cu reptile, în principal șerpi, dar mănâncă și șopârle și, ocazional, mamifere mici.

## Taxonomie
Genul Circaetus a fost introdus în 1816 de ornitologul francez Louis Pierre Vieillot pentru a găzdui o singură specie, șerparul cu degete scurte, care este, prin urmare, considerată specia tip. Numele genului provine din greaca veche kirkos, un tip de șoim, și aetos, "vultur". Genul conține șase specii.
- Circaetus gallicus – șerpar european
- Circaetus pectoralis – șerpar cu piept negru
- Circaetus beaudouini – șerpar sudanez
- Circaetus cinereus – șerpar brun
- Circaetus fasciolatus – șerpar pestiț
- Circaetus cinerascens – șerpar cu coadă albă